# Sonobe Gisaburō
Sonobe Gisaburō (japanisch 薗部 儀三郎; * 6. November 1911 in der Präfektur Chiba; † 31. März 2024 in Tateyama, Präfektur Chiba) war ein japanischer Supercentenarian.

## Leben
Gisaburō Sonobe wuchs in einem Dorf in der Präfektur Chiba auf. Nach seinem Schulabschluss absolvierte er ab Ende der 1920er-Jahre eine Lehrerausbildung. Er war in seinem Berufsleben als Lehrer an Mittel- und Oberschulen für die Fächer Japanische Sprache und Sozialkunde tätig. Anfang der 1970er-Jahre ging er in den Ruhestand. Trotzdem war er danach noch bis zu seinem 80. Lebensjahr als Nachhilfelehrer und vereinzelt auch als Bibliothekar tätig.
Ab seinem 100. Lebensjahr im November 2011 bekam er jährlich zum Geburtstag ein Glückwunsch-Telegramm von Kaiser Akihito, später dann von Kaiser Naruhito. Bis zu seinem 110. Lebensjahr nahm er fast jährlich an den stattfindenden Klassentreffen seiner noch lebenden ehemaligen Schüler teil. Sonobe wohnte in Tateyama. Mit dem Tod von Kingo Yumoto im Alter von 109 Jahren am 2. Dezember 2019 wurde er zum ältesten Einwohner in der Präfektur Chiba. Mit seinem 110. Geburtstag im November 2021 wurde er zum Supercentenarian. Nach dem Tod von Shigeru Nakamura im Alter von 111 Jahren am 15. November 2022 war Sonobe bis zu seinem Tod die älteste männliche in Japan lebende Person und zudem der einzige noch lebende japanische Staatsbürger, der im Jahr 1911 geboren war. Er war der sechstälteste Japaner und zuletzt nach Juan Vicente Pérez Mora und Josias de Oliveira der drittälteste lebende Mann auf der Welt.
Gisaburō Sonobe starb am 31. März 2024 im Alter von 112 Jahren und 145 Tagen (insgesamt 41.053 Tage).